# 크라스노야르스크 시간
| USZ1 | ■ 칼리닌그라드 시간     | MSK-1 (UTC+02:00) |
| MSK  | ■ 모스크바 시간         | MSK (UTC+03:00)   |
| SMAT | ■ 사마라 시간           | MSK+1 (UTC+04:00) |
| YEKT | ■ 예카테린부르크 시간   | MSK+2 (UTC+05:00) |
| OMST | ■ 옴스크 시간           | MSK+3 (UTC+06:00) |
| KRAT | ■ 크라스노야르스크 시간 | MSK+4 (UTC+07:00) |
| IRKT | ■ 이르쿠츠크 시간       | MSK+5 (UTC+08:00) |
| YAKT | ■ 야쿠츠크 시간         | MSK+6 (UTC+09:00) |
| VLAT | ■ 블라디보스토크 시간   | MSK+7 (UTC+10:00) |
| MAGT | ■ 마가단 시간           | MSK+8 (UTC+11:00) |
| PETT | ■ 캄차카 시간           | MSK+9 (UTC+12:00) |

크라스노야르스크 시간(Krasnoyarsk Time, KRAT)은 협정 세계시보다 7시간 빠르고(UTC+07:00) 모스크바 시간(MSK+4)보다 4시간 앞서는(MSK+4) 시간대이다. KRAT는 크라스노야르스크 지방, 케메로보주, 하카스 공화국, 투바 공화국의 동부, 중부 시베리아 지역의 공식 시간대이다.
노보시비르스크주는 1993년까지 이 시간대를 사용하다가 NOVT/NOVST(노보시비르스크 시간)으로 명칭을 변경하였다.
2011년 3월 27일부터 2014년 10월 25일까지 크라스노야르스크 시간은 UTC+8로 고정되었다.
2016년, 알타이 공화국, 알타이 지방, 노보시비르스크주, 톰스크주는 옴스크 시간에서 크라스노야르스크 시간으로 전환하였다.

## IANA 시간대 데이터베이스
IANA 시간대 데이터베이스 식별자는 Asia/Krasnoyarsk이다.